# Nghi lễ mùa xuân

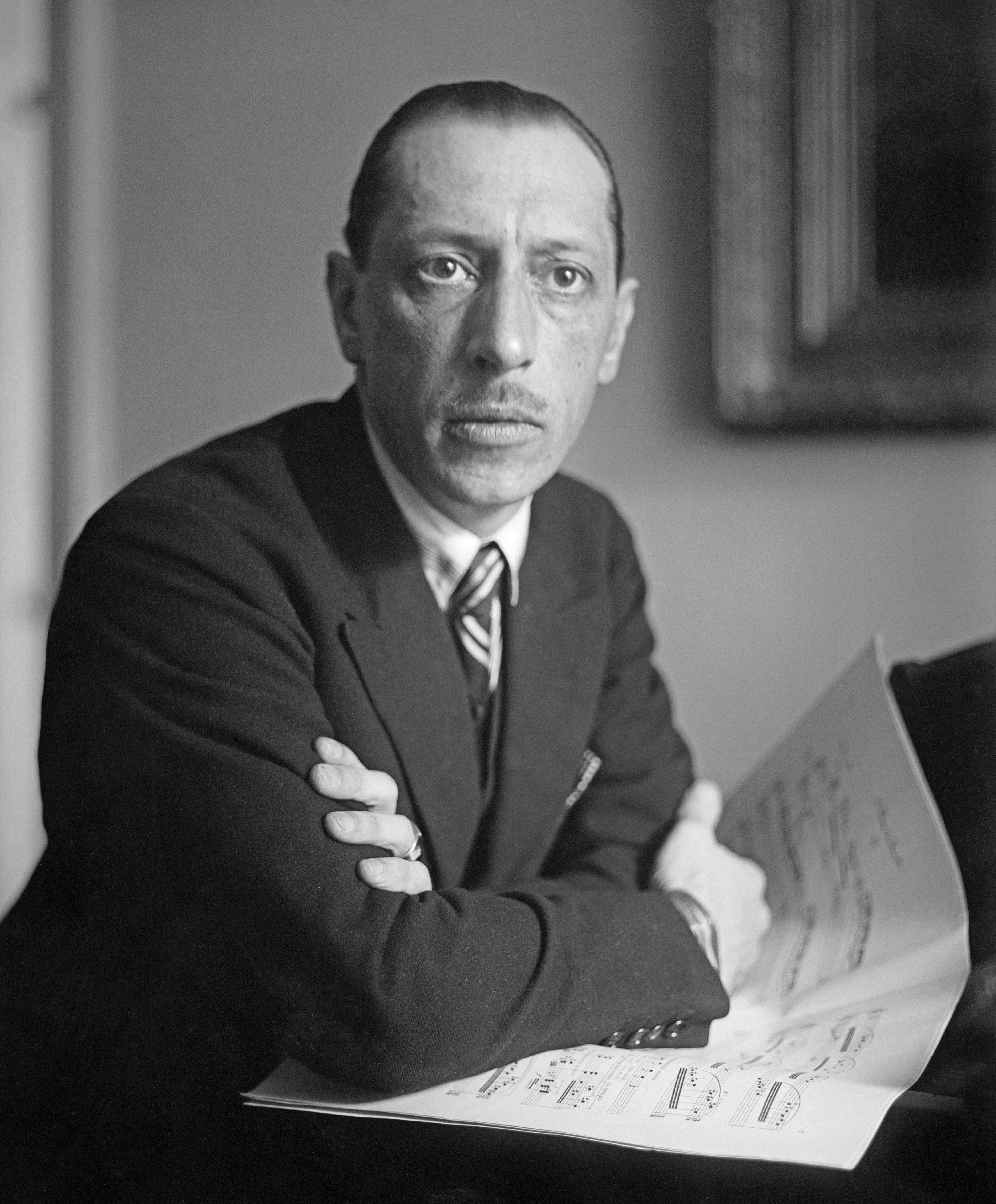
Igor Stravinsky, tác giả của vở Ballet này

Nghi lễ mùa xuân hay Lễ bái xuân (tiếng Pháp: Le Sacre du printemps; tiếng Nga: Весна священная, dịch. Vesna svyashchennaya, dịch là "mùa xuân thần thánh") là một tác phẩm hòa nhạc ba lê và giao hưởng do nhà soạn nhạc người Nga Igor Stravinsky sáng tác. Nó được viết cho mùa biểu diễn 1913 ở Paris của đoàn Ballets Russes của Sergei Diaghilev; biên đạo múa ban đầu là Vaslav Nijinsky, thiết kế sân khấu và trang phục của Nicholas Roerich. Khi được biểu diễn lần đầu tại nhà hát des Champs-Élysées vào ngày 29 tháng 5 năm 1913, tính chất tiên phong của âm nhạc và vũ đạo đã gây kích động và gần như là bạo động cho khán giả. Mặc dù được soạn như một tác phẩm sân khấu, với những đoạn văn cụ thể kèm theo cho các nhân vật và hành động, âm nhạc đạt cũng có vai trò tương đương nếu như không phải là hơn. Phần nhạc của tác phẩm được công nhận rộng rãi như một bản hòa nhạc độc lập và được coi là một trong những tác phẩm âm nhạc có ảnh hưởng nhất của thế kỷ 20.
Stravinsky là một nhà soạn nhạc trẻ, hầu như là vô danh khi Diaghilev tuyển dụng anh ta để sáng tác cho Ballets Russes. Nghi lễ mùa xuân là dự án thứ ba như vậy, sau vở Chim lửa nổi tiếng (1910) và Petrushka (1911) trước đó. Ý tưởng đằng sau Nghi lễ mùa xuân, được phát triển bởi Roerich từ ý tưởng phác thảo của Stravinsky, được gợi ra bởi phụ đề của nó, "Hình ảnh của Pagan giáo Nga trong hai phần". Trong kịch bản này, sau nhiều nghi lễ nguyên thủy kỷ niệm sự ra đời của mùa xuân, một cô gái trẻ được chọn là một vật hiến tế và sẽ nhảy múa đến chết. Sau nhận được những nhận xét hỗn hợp cả khen lẫn chê từ lần biểu diễn đầu và một chuyến lưu diễn ngắn ở London, vở ballet không được biểu diễn cho đến những năm 1920, lúc này, phiên bản biên đạo của Léonide Massine thay thế bản gốc của Nijinsky. Massine là tiền thân của nhiều sản phẩm sáng tạo được đạo diễn bởi các bậc thầy ba lê hàng đầu thế giới, đã giành được sự công nhận trên toàn thế giới. Vào những năm 1980, vũ đạo ban đầu của Nijinsky, từ lâu đã bị thất lạc, được tái dựng bởi Joffrey Ballet ở Los Angeles.
Bản tổng phổ của Stravinsky chứa nhiều tính chất mới lạ vào thời điểm nó ra mắt, bao gồm các thử nghiệm về âm điệu, nhịp điệu, giai điệu, điểm nhấn và các nốt bất hòa. Các nhà phân tích đã lưu ý trong bản nhạc chứa một nền tảng lớn từ âm nhạc dân gian Nga, một mối quan hệ Stravinsky có xu hướng phủ nhận. Âm nhạc đã ảnh hưởng đến nhiều nhà soạn nhạc hàng đầu thế kỷ 20 và là một trong những tác phẩm được ghi lại nhiều nhất trong hạng mục cổ điển.

## Tóm tắt và cấu trúc tác phẩm
Trong một lưu ý cho nhạc trưởng Serge Koussevitzky vào tháng 2 năm 1914, Stravinsky mô tả Nghi lễ mùa xuân là "một tác phẩm âm nhạc - vũ đạo, [đại diện] Pagan giáo Nga... thống nhất bởi một ý tưởng duy nhất: sự bí ẩn và sức bùng nổ của sức mạnh sáng tạo Mùa xuân ". Trong phân tích của ông về Nghi lễ, Pieter van den Toorn viết rằng tác phẩm thiếu một cốt truyện hay tường thuật cụ thể, và nên được coi là một loạt các phần dàn dựng.
Các tên chương bằng tiếng Pháp được đưa ra dưới trong bản nhạc piano bốn phần được xuất bản năm 1913. Đã có rất nhiều biến thể của bản dịch tiếng Anh; những từ được hiển thị là từ phiên bản năm 1967 của bản nhạc (tiếng Việt cũng dịch từ phiên bản này).
| Chương                                            | Tên dịch tiếng Việt                               | Tóm tắt |
| Phần I: L'Adoration de la Terre (Tôn thờ mặt Đất) |                                                   | |
| Introduction                                      | Giới thiệu                                        | Trước khi bức màn nâng lên, một bản giới thiệu về dàn nhạc được thể hiện, theo Stravinsky, "một bầy sáo xuân [dudki]"                              |
| Les Augures printaniers                           | Điềm báo mùa xuân                                 | Lễ bái xuân bắt đầu từ ngọn đồi. Một phụ nữ già tiến đến và bắt đầu tiên đoán tương lai.                                                           |
| Jeu du rapt                                       | Lễ bắt cóc                                        | Các cô gái trẻ bước từ dưới sông. Họ bắt đầu "Vũ điệu bắt cóc".                                                                                    |
| Rondes printanières                               | Vòng tròn mùa xuân                                | Các cô gái trẻ nhảy điệu Khorovod - "Vòng tròn mùa xuân".                                                                                          |
| Jeux des cités rivales                            | Nghi lễ từ các bộ tộc cạnh tranh                  | Nhóm người chia ra làm đôi, đứng đối mặt với nhau, họ bắt đầu "Nghi lễ cạnh tranh".                                                                |
| Cortège du sage: Le Sage                          | Cuộc diễu hành của Nhà hiền triết: Nhà hiền triết | Một đoàn hộ thần tiến vào cùng với các bậc bô lão, dẫn đầu là Nhà hiền triết. Ông dừng cuộc vui chơi và bắt đầu chúc phúc cho Đất.                 |
| Embrasse de la terre                              | Nụ hôn của Đất                                    | Nhà hiền triết hôn chúc phúc Đất mẹ. Lưu ý: Phần này chỉ có ở một số phiên bản                                                                     |
| Danse de la terre                                 | Vũ điệu của Đất                                   | Mọi người hòa vào một điệu nhảy cuồng nhiệt, thánh hóa và hợp thành nhất thể với Đất.                                                              |
| Phần II: Le Sacrifice (Lễ hiến sinh)              |                                                   | |
| Introduction                                      | Giới thiệu                                        | |
| Cercles mystérieux des adolescentes               | Vòng tròn bí ẩn của các cô gái                    | Các cô gái trẻ tham gia một điệu nhảy vòng tròn kỳ bí                                                                                              |
| Glorification de l'élue                           | Vinh quang của Kẻ được chọn                       | Định mệnh đã chọn một trong số các cô gái trẻ, cô bị bắt hai lần khi đang đi theo vòng tròn vô tận. Cô được vinh danh bằng một vũ điệu chiến tranh |
| Evocation des ancêtres                            | Lễ gọi hồn Tổ tiên                                | Trong một vũ điệu ngắn, cô gái trẻ triệu hồi tổ tiên cổ xưa                                                                                        |
| Action rituelle des ancêtres                      | Nghi lễ của Tổ tiên                               | Kẻ được chọn được giao phó cho sự chăm sóc của những bậc tổ tiên thông thái.                                                                       |
| Danse sacrale (L'Élue)                            | Vũ điệu Hiến sinh                                 | Kẻ được chọn nhảy cho đến chết trong sự chứng kiến từ các bậc tổ tiên, đó là một phần của "Vũ điệu hiến sinh" vĩ đại.                              |